# Resolució 134 del Consell de Seguretat de les Nacions Unides
La Resolució 134 del Consell de Seguretat de les Nacions Unides, aprovada per unanimitat l'1 d'abril de 1960, es va aprovar després d'una queixa de vint-i-nou Estats membres sobre "la situació derivada dels assassinats a gran escala de manifestants desarmats i pacífics contra la discriminació racial i la segregació a la Unió de Sud-àfrica". El Consell va reconèixer que la situació va ser provocada per les polítiques del govern de la Unió de Sud-àfrica i que, si aquestes polítiques continuessin, podrien posar en perill la pau i la seguretat internacionals.
La resolució expressava la ràbia del Consell per les polítiques i accions del Govern, oferia les seves simpaties a les famílies de les víctimes i va demanar al Govern que iniciés mesures encaminades a aconseguir una harmonia racial basada en la igualtat i l'exigís que abandonés l'apartheid. A continuació, el Consell va demanar al Secretari General de les Nacions Unides que consultés amb el govern de la Unió de Sud-àfrica, que adoptés mesures per ajudar a respectar els principis de la Carta i informar al Consell sempre que sigui necessari i adequat.
La resolució es va aprovar amb nou vots a favor; França i el Regne Unit es van abstenir.